# Закон про посилене партнерство з Пакистаном 2009 року
Закон про посилене партнерство з Пакистаном 2009 р.1707 (також відомий як Закон Керрі-Лугар-Бермана) був актом Конгресу, прийнятим до закону 15 жовтня 2009 року. Він дозволяє видавати 1,5 мільярда доларів на рік уряду Пакистану як невійськову допомогу з періоду 2010 по 2014 рік. Його запропонували сенатори Джон Керрі (демократ, штат Массачусетс) та Річард Лугар (республіканець, штат Індіана). Це вважається суттєвим кроком збільшення зовнішньої допомоги Пакистану, оскільки це значно переважає надану державі цивільну допомогу порівняно з попередньою допомогою. 

## Історія
Законопроєкт був внесений до Конгресу 24 вересня 2009 року, після того, як був проголосований за внесення на Конгрес Комітетом з міжнародних зв'язків . Сенат одноголосно прийняв законопроєкт того ж дня. Палата представників ухвалила законопроєкт 30 вересня. Записів про голосування не велося, оскільки це було голосування. Президент США Барак Обама підписав законопроєкт 15 жовтня як Публічний закон № 111-73.  

## Підтримка акції
Закон отримав схвалення уряду, оскільки він пройшов через Конгрес, і відносно легко був підписаний. Джон Керрі особливо висловлюється за свою підтримку законопроєкту, включаючи публікації на своєму вебсайті та статтю, написану до Ради з питань закордонних відносин, що захищає закон.   Президент Пакистану Асиф Зардарі та Пакистанська народна партія схвалили законодавство, оскільки пакистанському уряду серйозно потрібна допомога.     
Ще одним прихильником закону був Інститут соціальної політики та взаєморозуміння . Посилаючись на це, оскільки велика допомога обходить нефункціональні урядові установи на користь низових програм, громадських організацій та місцевих установ, ефективність принесення відчутної користі для людей зростатиме.     
Академік Іштіак Ахмад також зазначив, що Закон мав на увазі жест підтримки народу Пакистану, а також боротьбу з тероризмом. Він заявив, що між Сполученими Штатами та Пакистаном існує "дефіцит довіри" , що Закон демонструє солідарність з пакистанським народом, вдосконалюючи установи, з якими вони взаємодіють щодня. Крім того, покращуючи соціальну та економічну безпеку Пакистану, менше людей буде схильне до мілітаризму  

## Критики та скептики
Багато пакистанців були схвильовані умовами Закону. Найважливішою була Пакистанська армія, за якою цитується повідомлення про існування "серйозних занепокоєнь"  щодо висловів та умов Закону. The Times of India також цитувала прес-секретаря закордонного відомства, кажучи, що "законопроєкт Керрі-Лугар не є документом, про який ведуть переговори". У статті, написаній Time, йдеться про те, що "реакція на Керрі-Лугар спричинена широко поширеною думкою, що президент Зардарі занадто легко поклонився іноземним вимогам". 
Пакистанська країна зрозуміла, що Америка намагалася підірвати армію Пака завдяки цьому законопроєкту про КЛ. Спонсор законопроєкту Говард Берман сказав, що: ". . . Також ми не можемо дозволити пакистанську державу - та її ядерний арсенал захопити талібам. Щоб продовжувати потік військової допомоги, Пакистан також повинен співпрацювати з демонтажу мереж постачальників ядерної зброї, пропонуючи громадянам Пакистану надавати відповідну інформацію про це,  або пов'язаних з такою інформацією мережами". Дана Рорбахер, республіканський депутат, висловив думку, що "... загроза радикального ісламу реальна, але ми не будемо вирішувати  це безвідповідально, використовуючи мільярдами грошей платників податків". 
Тодішня посланниця США в Пакистані Енн Паттерсон виступила з гарячою критикою щодо законопроєкту Керрі-Лугар від пакистанського генерала COAS Каяні та генерального директора ISI, Пакистанської міжвідомчої розвідки Ахмад Шуджа-Паша під час двогодинної зустрічі 6 жовтня 2009 року. Під час термінової зустрічі в GHQ генерал Каяні дав зрозуміти Послу та супроводу ген МакКрістал щодо своїх проблем. Ген Кристал розумів точку зору Пак-Армії і зовсім не був щасливий, коли покинув GHQ. Ген Каяні сказав їм, що в законопроєкті є елементи, які б сприяли двостороннім відносинам, а критичні положення були майже повністю спрямовані проти армії. Генерал був особливо роздратований пунктами цивільного контролю над військовими, оскільки він не мав наміру переймати уряд. "Якби я хотів це зробити, я би це зробив під час довгого маршу [березня 2009 року]", - чітко сказав генерал Каяні. Повідомляне зауваження американського посланця полягало в тому, що відмова від законопроєкту буде сприйнята як образа і прихильність зарозумілого ставлення, але, навпаки, деякі положення цього законопроєкту також можуть бути названі образою для всієї пакистанської нації. 
Підтримка законопроєкту Задарі залишила його ізольованим у пакистанській політиці, в тому числі від членів уряду. Незважаючи на те, що опозиція проти талібів зросла, протистояння втручанню США на пакистанський ґрунт, що було відображено в опитуванні, в якому стверджувалося, що 80% пакистанців не схвалюють відносини уряду зі США 
Опозиція пакистанських військових була непохитною. Клод Ракісітс із «Світової рецензії» писав: «Пакистанська верхівка бачила це все раніше, і не забула багато порушених обіцянок Америки за останні 50 років. Відповідно, вони залишатимуть свої варіанти - у тому числі канали з талібами та іншими попутниками - відкритими, знаючи, що наприкінці дня американці мають у своєму розпорядженні мало альтернатив. "  Академік К. Крістін Фейр стверджував, що позиція США за президента Джорджа Буша, де США наполягали на зусиллях по боротьбі з « Аль-Каїдою», але «не наполягає на тому, щоб Пакистан припинив свою підтримку всім групам бойовиків, включаючи талібів та ті групи, які діють в Індії та Кашмір "  ще більше закріпив інтереси пакистанських військових у підтримці зв’язків з такими групами. Вона також стверджувала, що зважаючи на обсяг та неефективність допомоги, що надається між 2002 та 2008 роками (11,2 мільярда доларів, з яких 8,1 мільярда доларів були у військовому відношенні),  більше грошей не вирішить питання.  
Комітет Палати представників США з закордонних відносин запропонував захистити новий закон на підставі небажання Пакистану боротися з бойовиками, такими як таліби. Його запропонував представник Дана Рохрабахер (штат Каліфорнія). Комітет, проте, наклав вето на подальшу поправку, яка дозволить скоротити всю допомогу Пакистану. 
Армія Пака стверджувала, що останній проєкт законопроєкту про KL, який вони отримали 15 вересня 2009 року, не містив 12 пунктів, які згодом були додані до остаточної версії, які є найбільш заперечуючими та зневажливими. Так, 20 жовтня 2009 року, коли американський сенатор Джон Керрі був у Пакистані, щоб відсвяткувати [прорахунковий] американський успіх, мова його тіла була повністю виснажена, що свідчить про його розчарування під час його візиту в Ісламабад, де він мав «стільки труднощів у спробі віддати 7,5 мільярд доларів допомоги. " Незважаючи на те, що він обережно не висловив свою неприємність після зустрічі з пакистанськими політиками та військовими лідерами, розчарований Керрі нарешті сказав: "Візьміть або залиште це; ми не повинні грати в дешеві галереї тут. Якщо ви не хочете грошей, скажіть так. Ми не змушуємо вас це приймати. Ми надаємо Пакистану близько 7,5 мільярдів доларів допомоги, а також слухаємо його скарги; ми можемо витратити цю суму в Каліфорнії, де вона дуже потрібна. " 
Близькосхідний інститут досліджень медіа у своєму звіті про Керрі-Лугар Білл додав статтю   пакистанського оглядача Фармана Наваза  як посилання. Згідно з доповіддю "Дебати про національний інтерес Пакистану щодо Білла Керрі-Лугара"  Ферман Наваз був єдиним пакистанським оглядачем, який виступав за Керрі-Лугарський законопроєкт. 